# Astragalus verus
Astragalus verus är en ärtväxtart som beskrevs av Guillaume-Antoine Olivier. 
Astragalus verus ingår i släktet vedlar och familjen ärtväxter. Inga underarter finns listade i Catalogue of Life.